# Xenocypris
A Xenocypris a sugarasúszójú csontos halakon belül a pontyfélék (Cyprinidae) családjába tartozó nem.

## Rendszerezés
A nembe az alábbi 7 faj tartozik:
- Xenocypris argentea (Basilewsky, 1855)
- Xenocypris davidi (Bleeker, 1871)
- Xenocypris macrolepis (Bleeker, 1871)
- Xenocypris yunnanensis (Nichols, 1925)
- Xenocypris medius (Oshima, 1920)
- Xenocypris fangi (Tchang, 1930)
- Xenocypris hupeinensis (Yih & Yang, 1964)